# Pałac w Krotoszycach
Pałac w Krotoszycach –  zabytkowy pałac w  Krotoszycach, wsi w Polsce, w województwie dolnośląskim, w powiecie legnickim, w gminie Krotoszyce.

## Historia
Pałac wybudowany w XVII w. Florian Gottlob von Thielau (1663-1709), żonaty z Anną von Siegroth und Schlawikau (1656-1705), nadał mu kształt neobarokowego pałacu, o czym świadczy data 1686 zachowana na kartuszu nad wejściem zawierającego inicjały: D. V. T. i D. V. S. oraz herby von: Thielau i  Siegroth. Kolejne przebudowy w połowie XIX w., w 1894 r. i remont w 1964 r. nie zmieniły już jego kształtu. Od 1945 do 1949 r. obiekt znajdował się pod administracją wojsk radzieckich. Po ich odejściu przeszedł w ręce Państwowego Gospodarstwa Rolnego, a po jego upadku przejęła go Agencja Nieruchomości Rolnych, która sprzedała zabytek Przedsiębiorstwu Transportowo-Budowlanemu Sp. z o.o. ze Złotoryi. Po gruntownym remoncie całego zespołu pałacowo-parkowego, od 2010 roku Pałac Krotoszyce pełni funkcję kompleksu konferencyjno-hotelowego. Obiekt jest częścią zespołu pałacowego, w skład którego wchodzą jeszcze: zabytkowy, sześciohektarowy park; dom mieszkalny przy pałacu, z 1890 r.

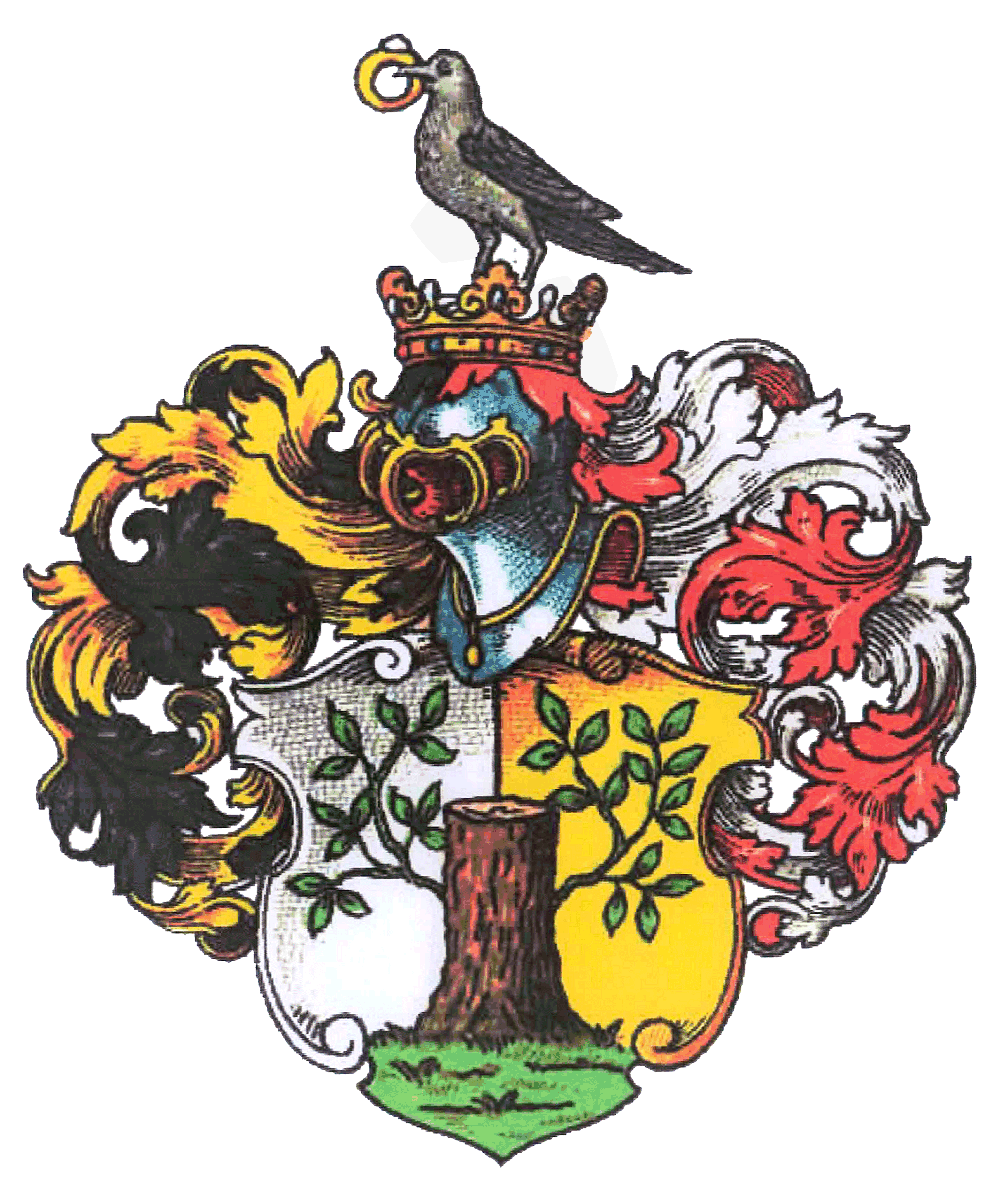
Herb von Thielau
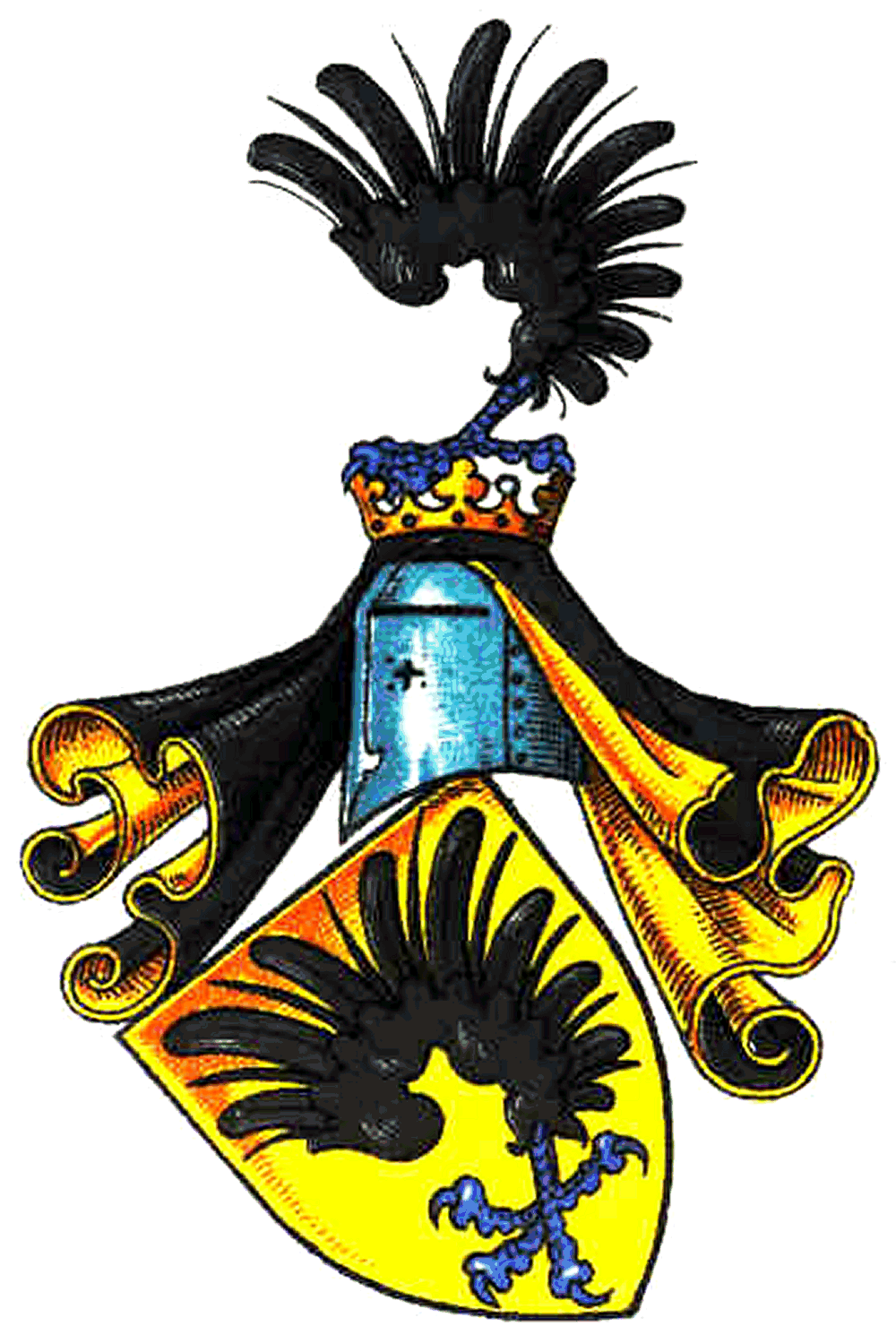
Herb von Siegroth